# Pleurias
Pleurias (starogrčki: Πλευρίας) bio je kralj ilirske zajednice Autarijata od 337. – 335. pr. Kr. 
Godine 337. pr. Kr., Pleurias je skoro ubio makedonskog kralja Filipa II. dok je ovaj bio na pohodu na Balkan. Pleurias je odigrao malu ulogu u Ilirskom ustanku 335. pr. Kr. kada nije dozvolio Aleksandru Velikom napredak prema jugu.